# Álex O'Dogherty
Alejandro O'Dogherty Luy (San Fernando, 7 de marzo de 1973) es un actor y humorista español de ascendencia irlandesa, popular por interpretar los papeles de Arturo Cañas Cañas en la serie Camera Café, del policía municipal Alfredo Escobar «Caracolo» en Doctor Mateo y alcalde en la serie de Olmos y Robles, también conocido como Tony Queen.

## Biografía
Cuando era niño vivía en el municipio gaditano de San Fernando, Andalucía, con sus padres, Luis y Amalia, sus tres hermanos y su tía. Tiene dos sobrinos: Luis y Carmen. Durante su formación en el instituto IES Isla de León, decidió ser actor y asistió al taller de teatro. Cuando terminó el B.U.P., decidió irse a Estados Unidos, a la localidad de Leoti, en Kansas, donde estudió C.O.U. Volvió a España, y estudió durante un año filología, pero después decidió mudarse a Londres, Reino Unido, donde tan sólo encontró un trabajo: doblando camisetas para Benetton. También comenzó a cantar en el Metro de Londres junto a un amigo.
Con 20 años, volvió a España sin tener todavía clara su vocación, pero su padre le dio un folleto del Centro Andaluz de Teatro, donde hizo las pruebas y resultó aceptado. Allí estuvo cuatro años en los que hubo canto, baile, interpretación... A partir de ahí comenzó su carrera como actor primero en Andalucía y después a escala estatal. También ha formado parte de la cantera de monologuistas de Paramount Comedy. En 2022 cumplió 25 años de carrera profesional. Es integrante de la Academia de Cine de Andalucía.

## Trayectoria[10]

### Carrera en el cine
| Año  | Película                                      | Director                 |
| ---- | --------------------------------------------- | ------------------------ |
| 2022 | Héroes de Barrio                              | Ángeles Reiné            |
| 2022 | Camera Café, la película                      | Ernesto Sevilla          |
| 2019 | Salir del ropero                              | Ángeles Reiné            |
| 2018 | Human Persons                                 | Frank Spano              |
| 2015 | Felices 140                                   | Gracia Querejeta         |
| 2015 | La luz con el tiempo dentro                   | Antonio Gonzalo          |
| 2013 | Pancho, el perro millonario                   | Tom Fernández            |
| 2013 | Love Unlimited                                | Alejandro Ochoa          |
| 2013 | Amor verdadero                                | Manu Ochoa               |
| 2012 | Operasiones Espesiales                        | Paco Soto                |
| 2011 | A Puerta Fría                                 | Xavi Puebla              |
| 2010 | Un Mundo Cuadrado                             | Álvaro Begines           |
| 2007 | Mortadelo y Filemón. Misión: salvar la Tierra | Miguel Bardem            |
| 2006 | ¿Por qué se frotan las patitas?               | Álvaro Begines           |
| 2006 | Open Graves                                   | Álvaro de Armiñan        |
| 2006 | Salir pitando                                 | Álvaro Fernández Armero  |
| 2005 | Alatriste                                     | A. Díaz Yanes            |
| 2005 | El Reino de los Cielos                        | Ridley Scott             |
| 2005 | Moscow Zero                                   | María Lidón              |
| 2005 | Cabeza de perro                               | Santi Amodeo             |
| 2005 | Los managers                                  | Fernando Guillén Cuervo  |
| 2005 | Azul oscuro, casi negro                       | Daniel Sánchez Arévalo   |
| 2004 | El Mundo alrededor                            | Álex Calvo-Sotelo        |
| 2004 | María Querida                                 | José Luis García Sánchez |
| 2003 | Las Huellas que devuelve el Mar               | Gaby Beneroso            |
| 2003 | Lobo                                          | Miguel Courtois          |
| 2003 | Art Heist (Telefilme)                         | Brian Goeres             |
| 2003 | Astronautas                                   | Santi Amodeo             |
| 2003 | Recambios                                     | Manu Fernández           |
| 2002 | Noviembre                                     | Achero Mañas             |
| 2002 | Acosada (Telefilme)                           | Pedro Costa              |
| 2002 | Una Pasión Singular (Blas Infante)            | Antonio Gonzalo          |
| 2001 | El traje                                      | Alberto Rodríguez        |
| 2001 | María la Portuguesa (Telefilme)               | Dácil P. de Guzmán       |
| 2000 | Semana Santa                                  | Pepe Dancuart            |
| 2000 | El Factor Pilgrim                             | S. Amodeo - A. Rodríguez |
| 1999 | El Portero                                    | Gonzalo Suárez           |
| 1999 | Pleno al 15 (Telefilme)                       | Josetxo San Mateo        |

### Carrera televisiva
| Año       | Programa                          | Tipo               | Cadena                        |
| --------- | --------------------------------- | ------------------ | ----------------------------- |
| 2020      | El Ministerio del Tiempo          | Serie              | TVE                           |
| 2015-2016 | Olmos y Robles                    | Serie              | TVE                           |
| 2014      | Con el culo al aire               | Serie              | Antena 3 TV                   |
| 2013-2014 | En el aire con Andreu Buenafuente | Late night show    | La Sexta TV                   |
| 2011      | Doctor Mateo                      | Serie              | Antena 3 TV                   |
| 2010      | Doctor Mateo                      | Serie              | Antena 3 TV                   |
| 2009      | Doctor Mateo                      | Serie              | Antena 3 TV                   |
| 2009      | Camera Café                       | Serie              | Telecinco                     |
| 2009      | Fibrilando                        | Serie              | Telecinco                     |
| 2008      | Muchachada Nui                    | Serie              | La 2                          |
| 2008      | 400                               | Serie              | Canal Sur                     |
| 2008      | Doctor Mateo                      | Serie              | Antena 3 TV                   |
| 2008      | Camera Café                       | Serie              | Telecinco                     |
| 2008      | Sin tetas no hay paraíso          | Serie              | Telecinco                     |
| 2007      | CameraCafé                        | Serie              | Telecinco                     |
| 2007      | Sin tetas no hay paraíso          | Serie              | Telecinco                     |
| 2007      | Los Irrepetibles de Amstel        | Programa           | La Sexta                      |
| 2006      | Camera Café                       | Serie              | Telecinco                     |
| 2006      | Los hombres de Paco               | Serie              | Antena 3 TV                   |
| 2005      | Camera Café                       | Serie              | Telecinco                     |
| 2005      | Aída                              | Serie              | Telecinco                     |
| 2005      | Aquí no hay quien viva            | Serie              | Antena 3 TV                   |
| 2005      | Noche sin tregua                  | Canciones          | Paramount Comedy              |
| 2005      | Capital                           | Serie              | Telemadrid                    |
| 2005      | Motivos personales                | Serie              | Telecinco                     |
| 2005      | El comisario                      | Serie              | Telecinco                     |
| 2004      | Capital                           | Serie              | Telemadrid                    |
| 2004      | El inquilino                      | Serie              | Antena 3 TV                   |
| 2004      | La sopa boba                      | Serie              | Antena 3 TV                   |
| 2004      | Manolito Gafotas                  | Serie              | Antena 3 TV                   |
| 2003      | Hospital Central                  | Serie              | Telecinco                     |
| 2003      | El comisario                      | Serie              | Telecinco                     |
| 2002      | Policías                          | Serie              | Antena 3 TV                   |
| 2002      | Ana y los 7                       | Serie              | TVE 1                         |
| 2002      | Un paso adelante                  | Serie              | Antena 3 TV                   |
| 2001      | Esencia de poder                  | Serie              | Telecinco                     |
| 2000      | Padre Coraje                      | Serie              | Antena 3 TV (Benito Zambrano) |
| 2000      | Paramount Comedy                  | Monólogos Stand up | Paramount Comedy              |
| 2000      | Robles Investigador               | Serie              | TVE 1                         |
| 1999      | Zona2                             | Reportero          | Canal 2 Andalucía             |
| 1998      | CortaelRollo                      | Presentador        | Canal Sur                     |
| 1998      | Castillos en el Aire              | Serie              | Canal Sur                     |
| 1998      | Plaza Alta                        | Serie              | Canal Sur                     |
| 1996      | El Séneca                         | Serie              | Canal Sur                     |
| 1995      | La Banda del Sur                  | Programa           | Canal Sur                     |

### Carrera teatral
- Payasos sin Fronteras: trabajó en esta ONG durante 3 años, desde 1995, hasta 1998. Fue a lugares como Sarajevo, los Territorios Palestinos o Sáhara Occidental.
- La Jácara: compañía sevillana dirigida por Alfonso Zurro, donde participó en los montajes Jorge Dandín de Moliere y El Carro de Alfonso Zurro. Donde aparte de componer la música para esta obra de teatro, trabajó en ella. Fue su debut profesional.
- Los toros en 1830 (1999): obra de Salvador Távora.
- El desahucio de las almas (2001): un cabaré musical, interpretado por La Banda de La María
- Y tú, ¿de qué te ríes? (2001): su primer espectáculo en solitario. En principio pretendía ser un monólogo para Paramount Comedy, pero decidió pasarlo al teatro, donde hubo cerca de 200 funciones.
- The Donkey Show (2003): traducción y adaptación.
- Las marionetas del pene (2003): donde Àlex solo escribió un monólogo y tradujo y adaptó el guion.
- Por los pelos (2007–2008): obra realizada con Loles León en la que Álex hacía de inspector de policía.
- Arte de Yasmina Reza (2008 - 2009), dirigido por Eduardo Recabarren. Con Luis Merlo Iñaki Miramón y posteriormente José Luis García Pérez.
- The Hole Show (2012 - 2013): donde hacía de maestro de ceremonias, dirigido por Yllana (compañía de teatro).
- Cosas de Esas (2012): un espectáculo resumen de sus mejores monólogos, canciones y juegos con el público, que está en continua evolución y siempre listo para representar.
- The Hole 2 (2013–2016): escrito por el mismo. De nuevo el maestro de ceremonias del agujero más loco y canalla.
- El Amor es Pa Ná (2015 - 2017): su segundo solo show. Un musical sobre los fracasos amorosos. Los suyos no, los de su personaje.
- El Ángel Exterminador (2018): obra de teatro basada en la película de Luis Buñuel y dirigida por Blanca Portillo donde interpretaba el papel de El Doctor.
- Florida Dinner Show (2018 - 2019): una cena espectáculo dirigida por Yllana (compañía de teatro) que presentó y amenizó acompañado de su banda La Bizarrería.
- Imbécil (2019): su tercer (o cuarto, según se mire) solo show. Una reflexión sobre la palabras. Lo mucho que las medimos, y los límites del humor.
- La Comedia de la Cestita (2020): basada en Cistellaria de Plauto, fue su primera experiencia en el Teatro romano de Mérida dirigida por Pepe Quero, donde interpretaba el papel del propio Plauto (el grande).
- The Hole 2020 Pandemia Edition:  una re-visitación del The Hole original, escrito por el mismo durante el confinamiento, donde volvía interpretar al maestro de ceremonias.

### Carrera musical
- Banda de la María:

Fue fundada en 1997, en el año 2003 se estrenó su disco. Esta banda ha llegado a hacer actuaciones en lugares como Stavanger (Noruega); Coímbra (Portugal); Martil (Marruecos) o París.
- Alex O'Dogherty y La Bizarrería:

Banda con la que lleva desde 2012 y con la que ha editado tres discos: "Mi imaginación y yo" (2013), "El amor es pa ná" (2016) y "Muévete" (2018).<
- Compositor:
  - 1997: compuso la música para el espectáculo de teatro, La Jácara.
  - 2000: compuso la música para la obra teatral El triciclo.
  - 2003: autor de la música para la obra de teatro 405.
  - 2004: creador la B.S.O. de la película Las huellas que deja el mar.
  - 2005: autor de la música de: Quijotadas.
  - 2006: autor de la música de Vampiros, de Digo Digo Teatro.
  - 2013: compositor de la nueva del programa de Onda Cero La parroquia del monaguillo.
  - 2022: "No se puede ser más" videoclip dirigido por Dakles: canción que aparece en la película Héroes de Barrio de Ángeles Reiné.

### Carrera como director (cine)
- Tocata y fuga: (2005), cortometraje.

### Carrera en la radio
- El público (2003-2004): trabajó en este programa de Canal Sur Radio presentado por Jesús Vigorra.
- Tarde lo que tarde (2020 - 2021): trabajó de colaborador en este programa de Radio Nacional de España en una sección llamada PROYECTO IMBÉCIL donde hablaba de palabras, palabritas y palabrotas.

### Carrera como presentador
| Año  | Acto                                                                    |
| ---- | ----------------------------------------------------------------------- |
| 2020 | 65.ª Semana Internacional de Cine de Valladolid (SEMINCI)               |
| 2019 | Festival de Cine de L’Alfás del Pi (Alicante)                           |
| 2016 | 4ª Festival Internacional de Cine de Gáldar (Gran Canaria)              |
| 2016 | Video Promocional Provincia de Cádiz                                    |
| 2015 | 60.ª Semana Internacional de Cine de Valladolid (SEMINCI)               |
| 2015 | Premios Rojas de Teatro (Toledo)                                        |
| 2015 | Premios Internacional de Artes Plásticas de Caja de Extremadura         |
| 2014 | Vicious Awards                                                          |
| 2014 | 21º Festival de Cine Solidario de Cáceres                               |
| 2013 | 1.er Festival Internacional de Cine y Arquitectura de Avilés            |
| 2013 | 16º Premios MAX                                                         |
| 2013 | 26ª Entrega de premios Semana de Cine de Medina del Campo (Valladolid)  |
| 2013 | 18º Premios José María Forqué                                           |
| 2012 | 9º Sevilla Festival de Cine Europeo – Inauguración y Clausura           |
| 2012 | 17º Premios José María Forqué                                           |
| 2012 | 8º Premios Game Lab                                                     |
| 2011 | 18º Festival de Cine Ibérico de Cáceres                                 |
| 2011 | 16º Premios José María Forqué                                           |
| 2010 | 2ª Entrega de premios El Norte de Castilla Digital                      |
| 2010 | 15º Premios José María Forqué                                           |
| 2009 | 54.ª Semana Internacional de Cine de Valladolid (SEMINCI)               |
| 2007 | 8.ª Festival Internacional de Imagen animada (ANIMADRID)                |
| 2007 | 20.ª Entrega de premios Semana de Cine de Medina del Campo (Valladolid) |
| 2007 | 2ª Entrega de premios NOTODOFOTOFEST.COM (Madrid)                       |
| 2007 | 6º Festival Internacional de Cortometrajes Almería en Corto (Almería)   |
| 2007 | 14º Festival de Cine Ibérico de Cáceres.                                |
| 2006 | 7º Festival Internacional de Imagen animada (ANIMADRID)                 |
| 2006 | 3º Festival de cine Europeo de Sevilla                                  |
| 2006 | 32º Festival de cine de Huelva – Inauguración y Clausura –              |
| 2006 | 9.º Festival de cortos de Antequera (Málaga)                            |
| 2006 | 6º Festival de creació audiovisual de Tarragona                         |
| 2006 | 13.ª Entrega de premios Festival de Cortos de Granada                   |
| 2005 | 6º Festival Internacional de Imagen animada (ANIMADRID)                 |
| 2004 | 3ª Entrega de premios Festival de Cine de Rivas Vaciamadrid (Madrid)    |
| 2002 | 20.ª Entrega de Premios del Cine Andaluz (Asecan)                       |
| 2002 | 5º Festival Internacional de Blues San Fernando (Cádiz)                 |
| 2001 | 1º Festival Internacional de Cine y Deporte de Sevilla                  |
| 2001 | 19.ª Entrega de Premios del Cine Andaluz (Asecan)                       |
| 1998 | 2º Festival Internacional de Blues San Fernando (Cádiz)                 |

### Premios como actor (TV)
- Premio Zapping al mejor actor por Olmos y Robles[12]